# Astrid Lindgrens Värld

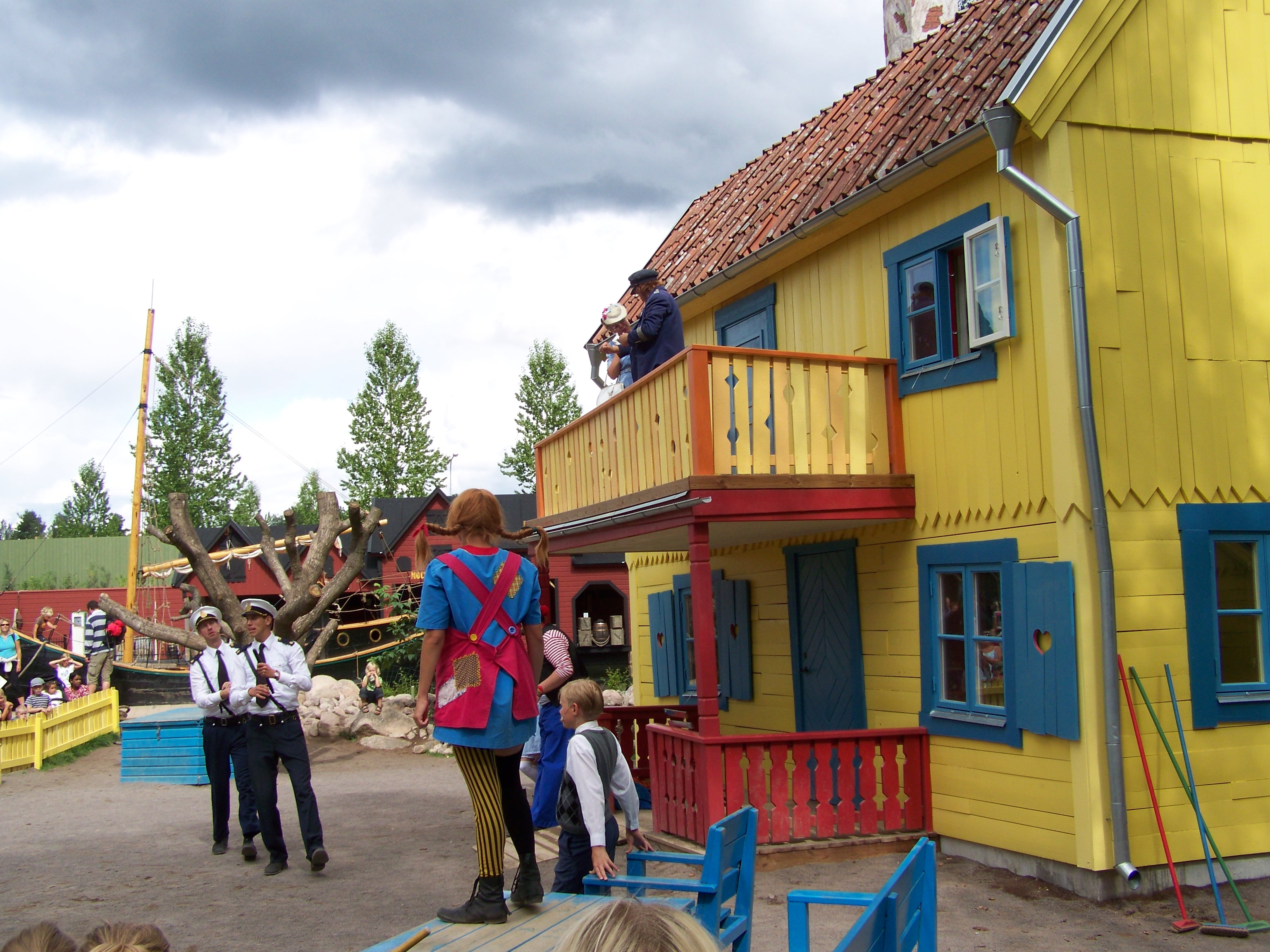
Astrid Lingrens Värld, 2009

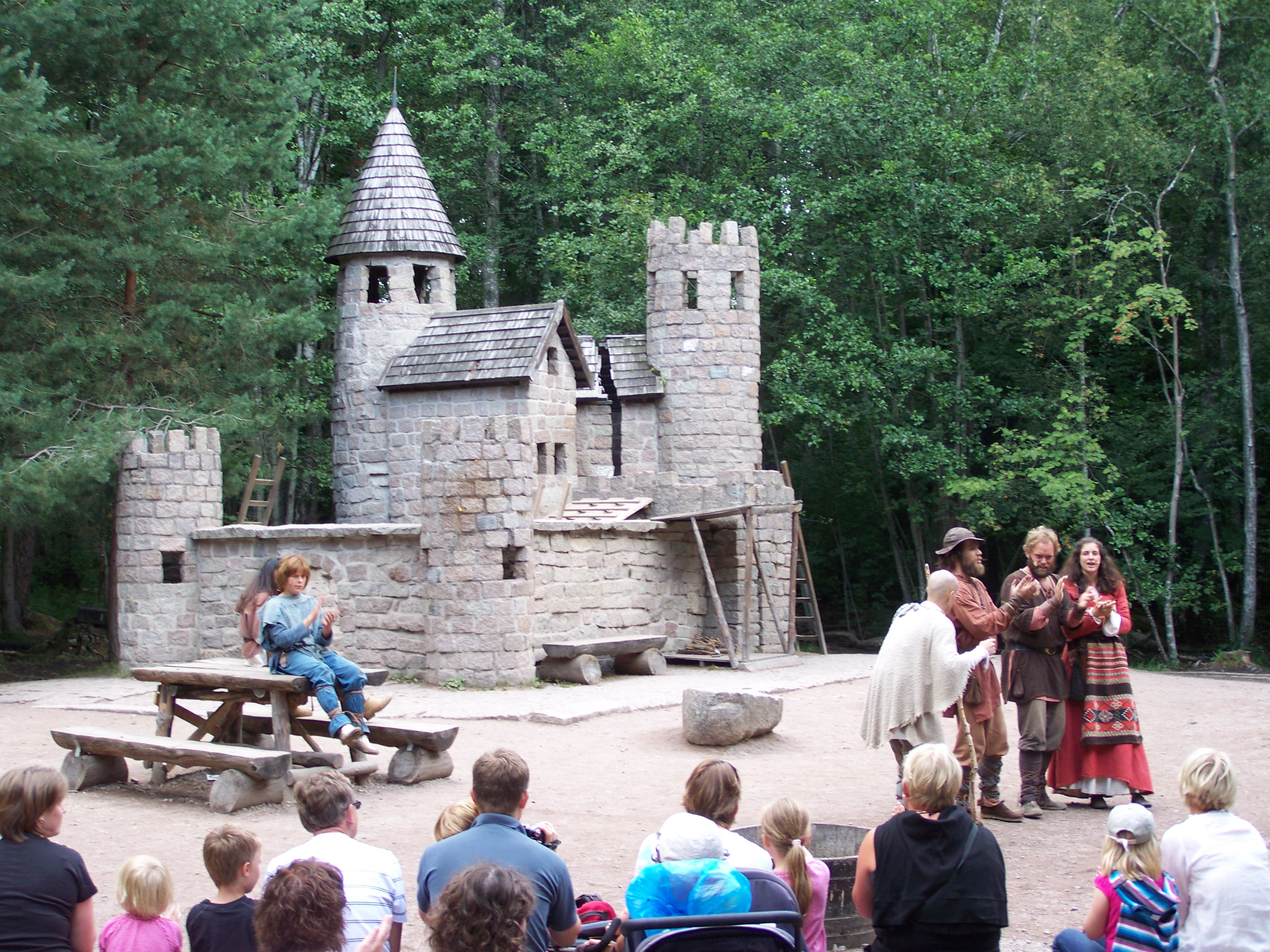
Groot podium, 2009

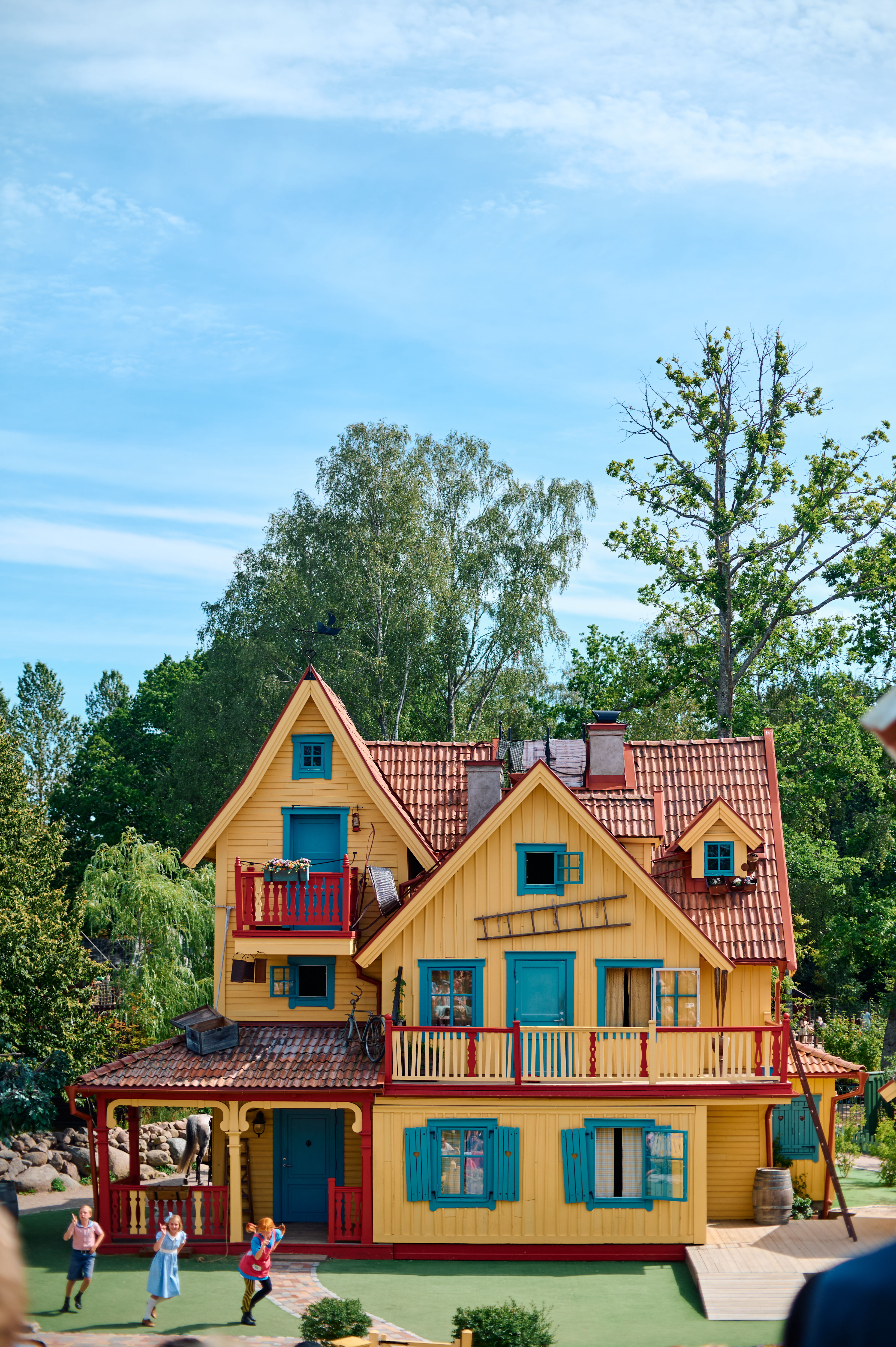
Villa Kakelbont, 2024

Astrid Lindgrens Värld (Nederlands: Astrid Lindgrens Wereld) is een themapark in de geboorteplaats van Astrid Lindgren, Vimmerby. Het park met een oppervlakte van 180 000 vierkante meter werd geopend in 1981 en is open van mei tot augustus. Alle omgevingen zijn gemaakt op basis van illustraties uit de boeken en geven kinderen de mogelijkheid om te leven in de bekende verhalen van Lindgren. Naast de verschillende werelden zijn er ook twee podia, speeltuinen, meerdere eet- en drinkgelegenheden, vakantiehuisjes en een camping. Het park heeft jaarlijks om en bij de 450 000 bezoekers.

## Figuren
Figuren die in het park voorkomen zijn:
- Pippi Langkous
- Michiel van de Hazelhoeve
- De gebroeders Leeuwenhart
- Karlsson op het dak
- Madieke van het rode huis
- Ronja de roversdochter
- Rasmus en de landloper
- De kinderen van de Zeekraaibaai

## Plaatsen
- De kinderen van de Bolderburen
- De Kabaalstraat
- Tomte Tummetot
- Katrientje
- Het kleine stadje

## Podia
Naast theater is er op de podia ook plaats voor dans en muziek.
- Stora Scenen (Groot podium met 700 zitplaatsen)
- Lilla scenen (Klein podium met 350 zitplaatsen)